# Orgelbau M. Walcker-Mayer

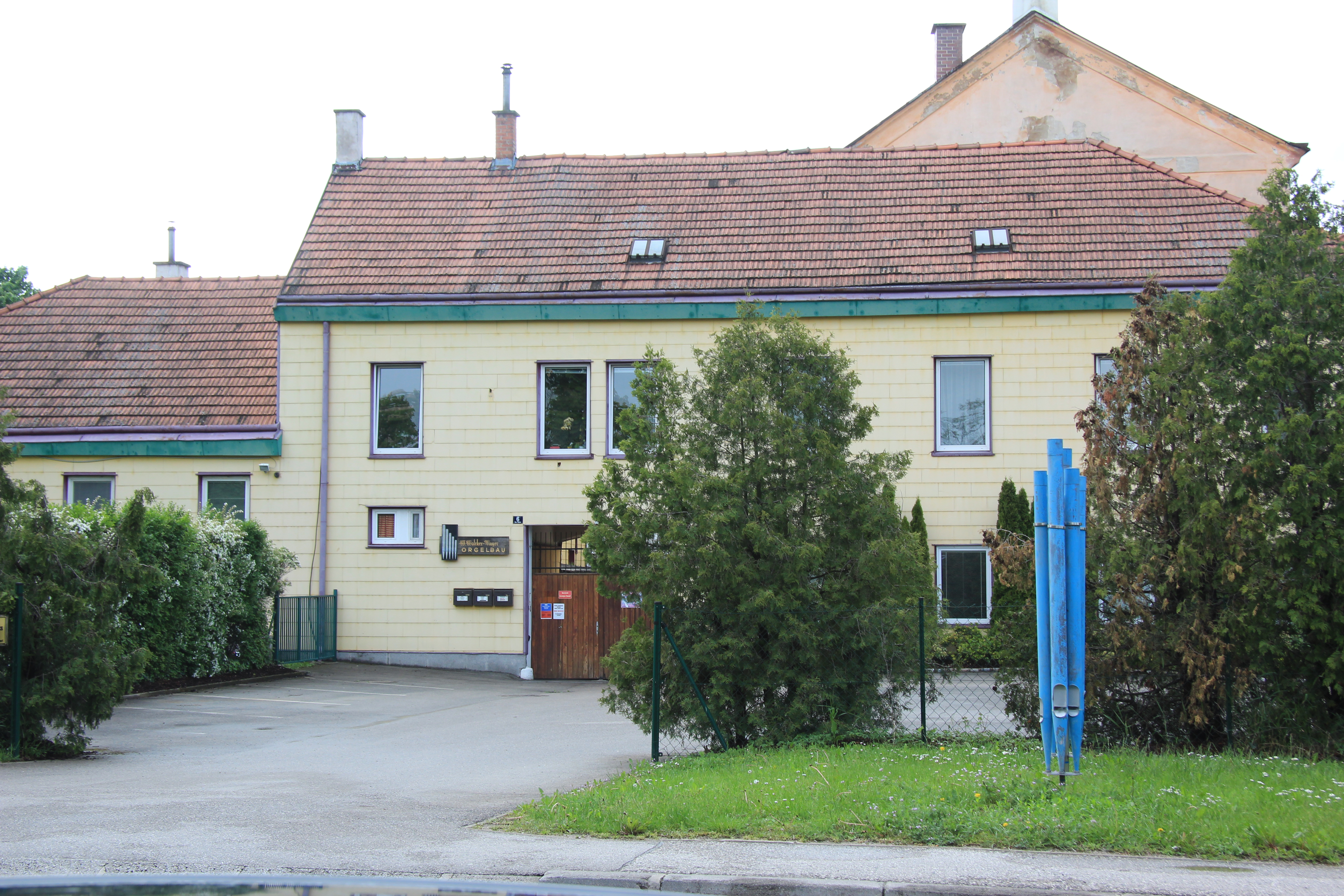
Betriebsstandort in Guntramsdorf

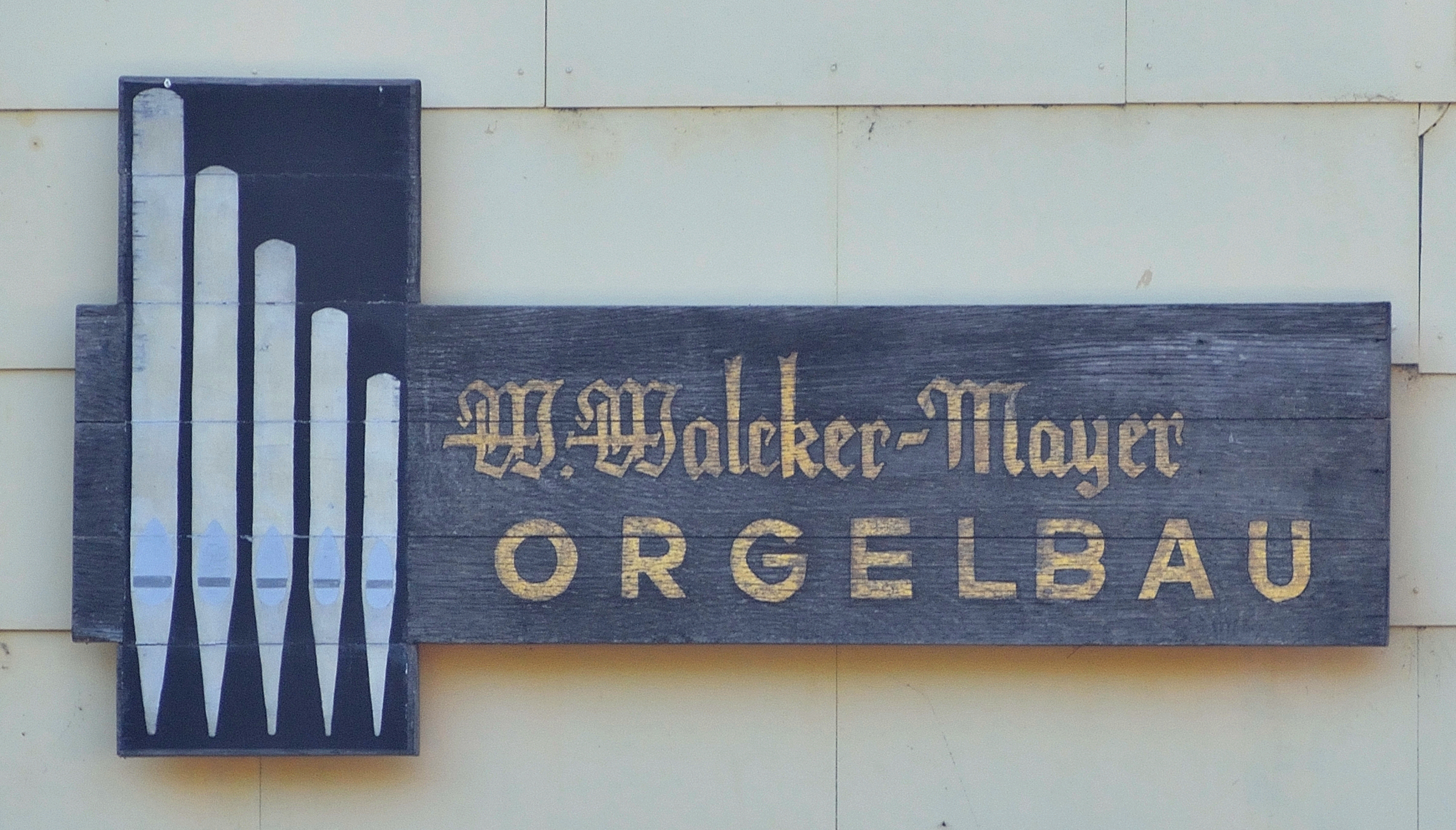
Betriebsschild

Orgelbau M. Walcker-Mayer, eigentlich Michael Walcker-Mayer e.U., ist eine Orgelbaufirma in der niederösterreichischen Marktgemeinde Guntramsdorf. Das Unternehmen war ursprünglich eine Zweigniederlassung der E. F. Walcker & Cie.

## Geschichte
Der Ursprung des Unternehmens geht bis 1821 zurück, nachdem der Sohn von Johann Eberhard Walcker, Eberhard Friedrich Walcker, in Ludwigsburg seine eigene Orgelbau-Werkstatt gegründet hatte, die ab 1854 als E. F. Walcker & Cie. firmierte.
Im Jahr 1957 gründete Werner Walcker-Mayer (1923–2000) in Wien die österreichische Niederlassung W. Walcker-Mayer & Cie. der deutschen E. F. Walcker & Cie. Im darauffolgenden Jahr wurde der Betrieb nach Mödling in die Klostergasse verlegt und 1961 nach dem Ankauf einer Liegenschaft der heutige Betriebsstandort in Guntramsdorf errichtet. Die österreichische Niederlassung wurde parallel zum deutschen Hauptwerk als selbständiges Unternehmen geführt. Um 1970 erreichte die Betriebstätigkeit in Österreich mit rund 55 Mitarbeitern ihren Höhepunkt. Nach einer Insolvenz 1999 werden beide Unternehmen seit 2000 von Werner Walcker-Mayers Söhnen Gerhard und Michael gesellschaftsrechtlich selbständig geführt. Das österreichische Unternehmen wurde zum 1. April 2000 von W. Walcker-Mayer & Cie. in Michael Walcker-Mayer umbenannt.

## Werke (Auswahl)
| Jahr      | Ort                          | Kirche                                                  | Bild | Manuale | Register | Bemerkungen |
| --------- | ---------------------------- | ------------------------------------------------------- | ---- | ------- | -------- | --- |
| 1959      | Seckau                       | Basilika Seckau                                         |      | III/P   | 41       | |
| 1960      | Erl (Tirol)                  | Passionsspielhaus                                       |      | III/P   | 31       | |
| 1960      | Bürserberg                   | Pfarrkirche Bürserberg                                  |      | II/P    | 10       | |
| 1961      | Vandans                      | Neue Pfarrkirche                                        |      | II/P    | 19       | |
| 1961      | Linz                         | Pfarrkirche St. Konrad (Linz)                           |      | II/P    | 18       | Disposition |
| 1962      | Hinterbrühl                  | Pfarrkirche Hinterbrühl                                 |      | II/P    | 15       | |
| 1962      | Gröbming                     | Katholische Pfarrkirche Gröbming                        |      | II/P    | 24       | 1782 für das Stift Admont gebaut, später nach Gröbming übertragen; 1962 Neubau im historischen Gehäuse aus 1782 durch Walcker-Mayer                             |
| 1962      | Guntramsdorf                 | Pfarrkirche Guntramsdorf                                |      | II/P    | 17       | elektropneumatische Traktur |
| 1962      | Eichgraben                   | Pfarrkirche Eichgraben                                  |      | II/P    | 26       | 1962 für Hofburgkapelle in Wien errichtet, 2003 nach Eichgraben transferiert, wobei die Orgel ein neues Gehäuse erhielt                                         |
| 1963      | Strebersdorf (Wien)          | Klosterkirche Maria Immaculata (Wien)                   |      | II/P    | 25       | Disposition |
| 1963      | Linz                         | Pfarrkirche St. Theresia Linz                           |      | II/P    | 19       | Disposition |
| 1963      | Wien                         | Pfarrkirche Maria vom Berge Karmel (Wien)               |      | II/P    | 19       | Orgel der Oberkirche |
| 1964      | Hohenruppersdorf             | Pfarrkirche Hohenruppersdorf                            |      | II/P    | 18       | Disposition |
| 1964      | Innsbruck                    | Pfarrkirche Wilten-West                                 |      | II/P    | 16       | Disposition |
| 1964      | Laxenburg                    | Klosterkirche d. Kreuzschwestern                        |      | II/P    | 18       | elektrische Schleiflade |
| 1966      | Martinsdorf NÖ               | Pfarrkirche Martinsdorf                                 |      | II/P    | 11       | |
| 1966      | Bruck an der Leitha          | evang. Kirche                                           |      | II/P    | 10       | [ 6 ] |
| 1966      | Amstetten                    | Heilandskirche (Amstetten)                              |      | I/P     | 6        | [ 7 ] |
| 1967      | Eberau                       | Pfarrkirche Eberau                                      |      | I/P     | 7        | |
| 1967      | Leobersdorf                  | Pfarrkirche Leobersdorf                                 |      | II/P    | 12       | [ 8 ] |
| 1968      | Gaas (Gemeinde Eberau)       | Maria Weinberg                                          |      | II/P    | 10       | [ 9 ] |
| 1969      | Linz                         | Karmelitenkirche (Linz)                                 |      | II/P    | 28       | Disposition |
| 1970      | Innsbruck-Reichenau          | St. Paulus                                              |      | II/P    | 25       | → Orgel |
| 1971      | Gloggnitz                    | Dreieinigkeitskirche                                    |      | I/P     | 7        | |
| 1971      | Pottschach                   | Pfarrkirche Pottschach                                  |      | II/P    | 8        | |
| 1971      | Laßnitzhöhe                  | Pfarrkirche Laßnitzhöhe                                 |      | II/P    |          | |
| 1971      | Wien                         | Pfarrkirche Auferstehung Christi (Wien-Margareten)      |      | II/P    | 15       | [ 10 ] |
| 1972      | Bad Vöslau                   | Christuskirche (Bad Vöslau)                             |      | II/P    | 11       | |
| 1972      | Baumgarten (Burgenland)      | Pfarrkirche Baumgarten im Burgenland                    |      | II/P    | 8        | |
| 1973      | Wiesmath                     | Pfarrkirche Wiesmath                                    |      | I/P     | 7        | |
| 1973      | Wien                         | Pfarrkirche Dreimal Wunderbare Muttergottes (Favoriten) |      | I/P     | 7        | |
| 1973      | Windigsteig                  | Pfarrkirche Windigsteig                                 |      | II/P    | 10       | |
| 1973      | Wilhelmsburg                 | Pfarrkirche Wilhelmsburg                                |      | II/P    | 15       | |
| 1973      | Güssing                      | Klosterkirche                                           |      | II/P    | 20       | |
| 1973      | Hollabrunn                   | Filialkirche Gartenstadt                                |      | II/P    | 8        | [ 11 ] |
| 1972/1974 | Schottwien                   | Wallfahrtskirche Maria Schutz                           |      | II/P    | 24       | Disposition |
| 1974      | Erl (Tirol)                  | Pfarrkirche Erl                                         |      | II/P    | 15       | |
| 1975      | Möllersdorf                  | Pfarrkirche Möllersdorf                                 |      |         |          | |
| 1975      | Wien                         | Lazaristenkirche (Währing)                              |      | II/P    | 28       | |
| 1975      | Jenbach                      | Pfarrkirche Jenbach                                     |      | II/P    | 20       | Hauptgehäuse aus 1836, Positivgehäuse aus 1800 |
| 1975      | Innsbruck-Hötting            | Pfarrkirche Petrus Canisius (Innsbruck)                 |      | II/P    | 10       | Disposition |
| 1975      | Aldrans                      | Pfarrkirche Aldrans                                     |      | II/P    | 14       | |
| 1975      | Mödling                      | Evangelische Pfarrkirche Mödling                        |      | II/P    | 13       | |
| 1976      | Innsbruck                    | Servitenkirche (Innsbruck)                              |      | II/P    | 19       | Disposition |
| 1976      | Leoben                       | Pfarrkirche Leoben-Hinterberg                           |      | I/P     | 5        | Disposition |
| 1976      | Wien                         | Pfarrkirche Maria vom Berge Karmel (Wien)               |      | II/P    | 15       | Orgel der Unterkirche |
| 1976      | Würflach                     | Pfarrkirche Würflach                                    |      | II/P    |          | Walcker-Orgelbau |
| 1977      | Mayrhofen                    | Pfarrkirche Mayrhofen                                   |      | II/P    | 21       | Disposition |
| 1977      | Seekirchen am Wallersee      | Kollegiatstift Seekirchen                               |      | II/P    | 22       | Disposition |
| 1978      | Friesach                     | Deutschordenskirche Friesach                            |      | I/P     | 5        | |
| 1980      | Steinbrunn                   | Pfarrkirche Steinbrunn                                  |      | I/P     | 7        | |
| 1980      | Ternitz                      | Lukaskirche (Ternitz)                                   |      | I       | 4        | |
| 1981      | Maria Roggendorf             | Kloster Marienfeld (Österreich)                         |      | II/P    | 7        | |
| 1982      | Furth bei Göttweig           | Stift Göttweig                                          |      | III/P   | 45       | unter Verwendung von Registern der Rieger-Orgel aus 1922 |
| 1982      | Wöllersdorf-Steinabrückl     | Pfarrkirche Wöllersdorf                                 |      | II/P    | 9        | |
| 1982      | Guntramsdorf                 | Pfarrkirche Neu-Guntramsdorf                            |      | I/P     | 6        | |
| 1984      | Graz-Liebenau                | Kirche Christus der Auferstandene (Graz)                |      | II/P    | 25       | |
| 1984      | Mödling                      | Pfarrkirche St. Othmar                                  |      | III/P   | 34       | In das bestehende Orgelgehäuse wurde eine komplett neue Orgel mit mechanischer Traktur eingebaut.                                                               |
| 1985      | Gamlitz                      | Pfarrkirche Gamlitz                                     |      | II/P    | 14       | |
| 1986      | Pottendorf                   | Filialkirche Siegersdorf                                |      | I/P     | 6        | |
| 1987      | Semmering                    | Pius-Saal der Pfarre Semmering                          |      | I/P     | 4        | |
| 1988      | Edlach an der Rax            | Pfarrkirche Edlach an der Rax                           |      | II/P    | 9        | |
| 1988      | Penzing                      | Pfarrkirche                                             |      | II/P    | 18       | |
| 1989      | Neufeld an der Leitha        | Kath. Pfarrkirche                                       |      | II/P    | 13       | |
| 1989      | Wien                         | Pfarrkirche Auferstehung Christi (Wien-Donaustadt)      |      | II/P    | 21       | Disposition |
| 1990      | Ollersbach                   | Pfarrkirche Ollersbach                                  |      | II/P    | 12       | |
| 1990      | Lackendorf                   | Filialkirche St. Rochus                                 |      | I/P     | 6        | |
| 1990      | Pressbaum                    | Pfarrkirche Pressbaum                                   |      | II/P    | 27       | |
| 1991      | Hochwolkersdorf              | Pfarrkirche Hochwolkersdorf                             |      | I/P     | 10       | |
| 1991      | Schattendorf                 | Pfarrkirche Schattendorf                                |      | II/P    | 9        | |
| 1991      | Wallern im Burgenland        | Pfarrkirche Wallern im Burgenland                       |      | II/P    | 16       | |
| 1992      | Asperhofen                   | Pfarrkirche Asperhofen                                  |      | II/P    | 12       | |
| 1992      | Tulln                        | Pfarrkirche Tulln-St. Severin                           |      | II/P    | 15       | |
| 1992      | Söding-Sankt Johann          | Pfarrkirche Sankt Johann ob Hohenburg                   |      | II/P    | 17       | |
| 1992      | Pottenstein an der Triesting | Wallfahrtskirche Pottenstein                            |      | II/P    | 20       | Disposition |
| 1993      | Nebersdorf                   | Pfarrkirche Nebersdorf                                  |      | II/P    | 10       | |
| 1994      | Mannersdorf an der Rabnitz   | Wallfahrtskirche Rattersdorf                            |      | I/P     | 10       | |
| 1995      | Klingenbach                  | Pfarrkirche Klingenbach                                 |      | II/P    | 10       | Disposition |
| 1996      | Zagersdorf                   | Pfarrkirche Zagersdorf                                  |      | I/P     | 10       | Disposition |
| 2001      | Grafenwörth                  | Pfarrkirche Grafenwörth                                 |      | II/P    | 15       | |
| 2002      | Bad Erlach                   | Genesungsheim Mater Salvatoris                          |      | I/P     | 9        | [ 13 ] |
| 2004      | Eichgraben                   | Pfarrkirche Eichgraben                                  |      | II/P    | 26       | Ursprünglich 1962 von W. Walcker-Mayer & Cie (Opus 4254) für die Hofburgkapelle in Wien gebaut. 2004 mit neuem Gehäuse und Prospekt nach Eichgraben übertragen. |
| 2006      | Wien                         | Herz-Jesu-Kirche (Landstraße)                           |      | II/P    | 30       | op. 5940; in einem historischen Gehäuse aus dem Jahr 1906 |
| 2009      | Zeleneč                      | St. Mariä Geburt                                        |      | II/P    | 30       | |
| 2016      | Sihelné                      | Kirche der Kreuzerhöhung                                |      | II/P    | 15       | |

## Restaurierung, Renovierung (Auswahl)
| Jahr    | Ort                       | Gebäude                           | Bild | Manuale | Register | Bemerkungen                                                                             |
| ------- | ------------------------- | --------------------------------- | ---- | ------- | -------- | --------------------------------------------------------------------------------------- |
| 1965    | Mitterkirchen im Machland | Pfarrkirche Mitterkirchen         |      | II/P    | 15       | vermutl. Orgel von Gottfried Seitz                                                      |
| 1996    | Wien                      | Mariahilfer Kirche                |      | II/P    | 24       | Restaurierung der Orgel aus 1894 von Johann M. Kauffmann                                |
| 1996    | Alland                    | Pfarrkirche Maria Raisenmarkt     |      | I/P     | 8        | Restaurierung der Orgel aus 1857 von Ferdinand Erler                                    |
| 1997    | Maria Lankowitz           | Wallfahrtskirche Maria Lankowitz  |      | II/P    | 16       | Restaurierung der Orgel von Matthäus Mauracher aus 1891                                 |
| 1997    | Pürgg                     | Pfarrkirche Pürgg                 |      | I/P     | 13       | Restaurierung der Orgel von Nikolaus Rummel aus 1755                                    |
| 1999    | Hallstatt                 | Katholische Pfarrkirche Hallstatt |      | II/P    | 18       | Restaurierung der Orgel aus 1893 von Johann Lachmayr in Linz                            |
| 1999    | Gratkorn                  | Pfarrkirche Gratkorn              |      | II/P    | 12       | Restaurierung der Orgel von Carl Billich aus 1887                                       |
| 2002    | Langschlag                | Pfarrkirche Langschlag            |      | I/P     | 12       | Restaurierung der Orgel aus 1893 von Leopold Breinbauer                                 |
| 2004    | Laxenburg                 | Pfarrkirche Laxenburg             |      | II/P    | 16       | Restaurierung der Orgel aus 1782 von Johann Friedrich Ferstl                            |
| 2006    | Großrußbach               | Pfarrkirche Großrußbach           |      | II/P    | 16       | Restaurierung der Orgel aus 1961 von Philipp Eppel, Gehäuse aus 1743, von Johann Hencke |
| 2006/07 | Korneuburg                | Pfarrkirche Korneuburg            |      | II/P    | 30       | Restaurierung der Orgel aus 1903 von Josef Mauracher                                    |
| 2007    | Wien                      | Peterskirche (Wien)               |      | III/P   | 34       | Restaurierung der Orgel aus 1903 von Franz Swoboda                                      |
| 2007    | Wien                      | Peterskirche (Wien)               |      | III/P   | 34       | Restaurierung der Orgel aus 1903 von Franz Swoboda                                      |
| 2012    | Neulengbach               | Pfarrkirche Neulengbach           |      | II/P    | 20       | Restaurierung der Orgel aus 1898 von Johann Marcell Kauffmann.                          |
| 2019    | Moosbrunn                 | Pfarrkirche Moosbrunn             |      | II/P    | 13       | Restaurierung der Orgel aus 1925 von Wilhelm Zika sen.                                  |